# Hironori Nagamine
Hironori Nagamine (jap. 長峯 宏範, Nagamine Hironori; * 12. Mai 1973 in der Präfektur Miyazaki) ist ein ehemaliger japanischer Fußballspieler.

## Karriere
Nagamine erlernte das Fußballspielen in der Schulmannschaft der Kunimi High School und der Universitätsmannschaft der Kansai-Universität. Seinen ersten Vertrag unterschrieb er 1996 bei Kyoto Purple Sanga. Der Verein spielte in der höchsten Liga des Landes, der J1 League. Ende 1996 beendete er seine Karriere als Fußballspieler.